# Sønnesbøl
Sønnesbøl (dansk) eller Sönnebüll (tysk) er en landsby og kommune beliggende halvvejs mellem Husum og Nibøl på gesten (midtsletten) i det vestlige Sydslesvig. Med under kommunen hører Fredensborg (Friedensburg). Administrativt hører kommunen under Nordfrislands kreds i den nordtyske delstat Slesvig-Holsten. Kommunen samarbejder på administrativt plan med andre kommuner i omegnen i Midterste Nordfrisland kommunefællesskab (Amt Mittleres Nordfriesland). I kirkelig henseende ligger byen i Breklum Sogn. Sognet lå i Nørre Gøs Herred (Bredsted Amt, Slesvig), da området tilhørte Danmark.

## Historie
Landsbyen blev første gang nævnt 1462. På dansk findes også skrivemåden Sønnebøl. Stednavnet er afledt af personnavnet Sønne. Navnet har tilsvarende modstykker i de nordiske lande (sml. Sønderlev ved Hørring eller Sunneryd ved Linköping). Efterleddet er -bøl.
Sønnesbøl var dansk indtil krigen i 1864 og overgik derefter til Preussen. Efter folkeafstemningen i 1920 forblev kommunen tysk.

## Geografi
Kommunen er præget af intensiv landbrugsdrift. Desuden findes der en borger-vindmøllepark. Højeste punkt i kommumnen er randmorænen Fredensberg.